# Vilius Gaigalaitis
Vilius Gaigalaitis (ur. 27 września 1870 w Naujienoje koło Ragnety, zm. 30 listopada 1945 w Bretten) – litewski ksiądz i działacz społeczny na terenie Małej Litwy i Kraju Kłajpedzkiego, deputowany do pruskiego Landtagu (1903–1918), wykładowca uniwersytecki w Kownie. 

## Życiorys
Uczęszczał do gimnazjów w Kłajpedzie i Tylży naukę kontynuując na uniwersytetach w Królewcu i Berlinie (1892–1896), gdzie studiował filozofię i teologię. Po studiach pracował jako ksiądz luterański w litewskich parafiach Ramučiai, Prekulach i Katyciach w Prusach Wschodnich.
W 1903 wybrano go głosami litewskiej społeczności Prus Wschodnich posłem do Landtagu w Berlinie, reprezentował w nim okręg Kłajpeda–Szyłokarczma. W latach 1908 i 1913 ponownie wybierany do parlamentu, gdzie występował w obronie praw językowych i kulturalnych mieszkających na Małej Litwie rodaków. Udzielał się w lokalnym samorządzie sprawując mandat radnego w landtagu tylżyckim oraz radzie miasta Kłajpedy. 
W 1918 wybrano go przewodniczącym tylżyckiego oddziału Litewskiej Rady Narodowej w Prusach. W Paryżu agitował za przyłączeniem północnej części Prus Wschodnich do Litwy. 
W dwudziestoleciu międzywojennym zaangażowany w pracę duszpasterską i społeczną na terenie kraju Kłajpedy: od 1905 do 1939 oku stał na czele chrześcijańskiego towarzystwa "Sandora", redagował gazetę "Pagalba", wspomagał lokalne biblioteki. Inicjator powstania gimnazjum litewskiego w Kłajpedzie oraz jego pierwszy dyrektor w latach 1922–1924. 
Od 1925 do 1936 pracował na Uniwersytecie Witolda Wielkiego jako wykładowca teologii. 
Po włączeniu Kłajpedy do Niemiec w marcu 1939 przeniósł się do Kretyngi. W 1941 uciekł przed radziecką okupacją do Niemiec, gdzie zmarł i został pochowany w 1945.
Po odzyskaniu przez Litwę niepodległości w 1991 jego szczątki zostały przewiezione do kraju i uroczyście pochowane na cmentarzu we wsi Elniszki.